# Exercício funcional ilegalmente antecipado ou prolongado
O crime de exercício funcional ilegalmente antecipado ou prolongado está previsto no artigo 324 do Código Penal Brasileiro. É um crime raro onde o servidor não teve paciência de aguardar o exercício e já, entre a nomeação e a posse, vai apressadamente assumir funções de forma prematura.

## Aplicações notáveis
Em 2021, o deputado federal Kim Kataguiri acusou Gilberto Musto, marqueteiro informal do ministro da Saúde, Eduardo Pazuello, de cometer o crime de exercício funcional ilegalmente antecipado ou prolongado e improbidade administrativa.